# Асария
Асария (араб. الأثرية‎ — асария, араб. أهل الأثر‎ — ахль аль-асар) — исламская суннитская школа вероубеждения (акыды), отличающаяся приверженностью строгому традиционализму и текстуализму в толковании Корана и Сунны. Приверженцы асарии отрицают иносказательное толкование Корана (та’виль), оставляя смысл неясных аятов о божественных атрибутах и не размышляя о них и при этом не придавая им буквальный смысл (Рука, Голень, Глаза Аллаха и т. д.). Название образовано от слова асар, означающего «след», «отпечаток», «предание», «цитату».

## Основатели
Асария как отдельное течение восходит к IX веку по христианскому летоисчислению, когда Ахмад ибн Ханбаль противодействовал господствующим тогда мутазилитам, призывая к возвращению веры и практики ранних мусульман и самого пророка Мухаммада.
Отдельной школой вероубеждения асария была признана богословом ас-Саффарини, который писал в книге «Лавамиуль-Анвар»: «Ахлю-с-Сунна ва-ль-Джама‘а (приверженцы Сунны и единства) — это три группы: аль-Асария — их имам Ахмад ибн Ханбаль, аль-Аш’ария — их имам Абу-ль-Хасан аль-Ашари, аль-Матуридия — их имам Абу Мансур аль-Матуриди…».

## Взгляды

### Коран
Асариты считают Коран (как смысл, так и выражение словами на арабском языке) прямой и несотворённой речью Бога, а отрицающих это — немусульманами. По словам имама Ахмада: «Коран — это речь Бога, которой он выразился, и она является несотворённой. Тот, кто утверждает обратное, является неверующим джахмитом. И тот, кто говорит „Коран — речь Бога“, не добавляя „несотворённая“, говорит слова хуже, чем предыдущие».

### Калам и рационализм
Асариты считают, что человеческий разум слишком ограничен, и человеческие рассуждения не могут быть удостоверены и приняты в вероубеждение, поэтому калам (рационалистическое богословие), принимается ими частично. Доказательства из разума, даже если они основаны на Коране, содержат человеческие добавления, а поэтому не являются верными.

### Имена и атрибуты Аллаха
Имена и атрибуты Аллаха асариты утверждают так, как они описаны и истолкованы в Коране, Сунне и словах сподвижников пророка Мухаммада, не искажая, не отвергая, не спрашивая «как?» и не пытаясь представить или описать их по аналогии с атрибутами творений. Неразъяснённые места принимаются без искажений, считается, что их полную сущность знает лишь Бог. Критики часто обвиняют асаритов в антропоморфизме, хотя большинство представителей этого движения отрицают сближение качеств Бога (таких, как Рука, Стопа и т. д.) с качествами творений, считая, что «нет ничего подобного Ему». Между тем, они не допускают неуместные сравнения творений с Творцом, как: «У меня есть рука, и у Аллаха есть рука», что является недопустимой аналогией. Аналогия (кияс) прямо запрещена асаритам в трактате «Основы Сунны» Ахмада ибн Ханбаля. Недопустимым подобное сравнение является и с той стороны, что для человека рука — орган, а не атрибут, тогда как приписывание органов Аллаху есть ересь — явный антропоморфизм. Имам Малик, относительно слов Корана о «восшествии» (истива’) Бога на Престол после сотворения мира сказал: «[Факт] восшествия известен, каково (кайф) оно — неизвестно, верить в это — обязанность, спрашивать об этом — ересь».

### Вера
Асариты включают в понятие иман (араб. الإيمان‎) «убеждения в сердце, слова на языке и совершаемые дела».